# Stowarzyszenie Centrum św. Hildegardy w Polsce

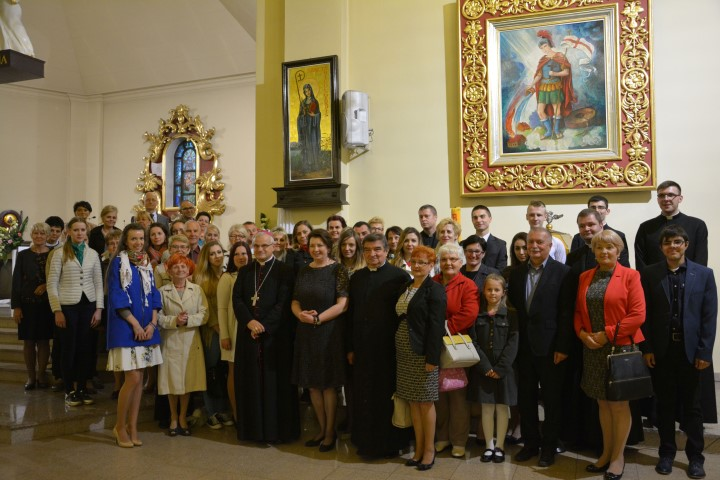
Liturgiczne wspomnienie św. Hildegardy we wrześniu 2017 roku

Stowarzyszenie Centrum św. Hildegardy w Polsce (daw. Krąg Przyjaciół św. Hildegardy) – stowarzyszenie o charakterze katolickim, istniejące od 14 sierpnia 2008 roku. Jego prezesem i inicjatorką jest Alfreda Walkowska. Celem stowarzyszenia jest etyczne i wierne propagowanie dzieł św. Hildegardy z Bingen.

## Dziedzictwo
Nazwa stowarzyszenia wywodzi się od św. Hildegardy z Bingen – wizjonerki, mniszki benedyktynki i reformatorki religijnej. 10 maja 2012 roku papież Benedykt XVI rozszerzył jej kult na cały Kościół poprzez kanonizację równoważną, a tym samym wpisana została na listę świętych Kościoła rzymskokatolickiego. Następnie 7 października 2012 roku decyzją papieża została ogłoszona doktorem Kościoła rzymskokatolickiego.

## Działalność stowarzyszenia
Stowarzyszenie zajmuje się m.in.:
- popularyzacją św. Hildegardy z Bingen i jej nauczania – również za granicą,
- organizacją dorocznych obchodów uroczystości liturgicznego wspomnienia św. Hildegardy z Bingen,
- organizacją kongresów św. Hildegardy,
- podejmowaniem działań na rzecz promowania zdrowia i harmonijnego stylu życia zgodnie z nauczaniem świętej,
- propagowaniem ekologicznego rolnictwa,
- współorganizowaniem studium św. Hildegardy z Bingen,
- dawniej również: prowadzeniem działalności wydawniczej (od marca 2015 roku stowarzyszenie wydawało kwartalnik „Hildegarda”)[2][7].

## Organy stowarzyszenia
Władzami stowarzyszenia są: Walne Zebranie Członków, Zarząd i Komisja Rewizyjna. 

## Rys historyczny
Staraniem Alfredy Walkowskiej we wrześniu 2000 roku, w miesiącu wspomnienia św. Hildegardy z Bingen w kalendarzu liturgicznym, w legnickiej parafii pw. Najświętszego Serca Pana Jezusa zaczęły odbywać się uroczyste msze święte, a po nich, pod patronatem proboszcza, ks. Jana Gacka  – spotkania sympatyków świętej. Z biegiem czasu grupa osób zaczęła się powiększać i dała początek stowarzyszeniu, które oficjalnie powstało w 2008 roku pod nazwą Krąg Przyjaciół św. Hildegardy. Początkowo działalność stowarzyszenia wiązała się ściśle z aktywnością jej założycielki i prezes, Alfredy Walkowskiej, która prowadziła spotkania, wykłady, rekolekcje z postem w Szklarskiej Porębie, a potem w Sanktuarium w Krzeszowie. W dniach 19-21 września 2014 r. podczas II Kongresu św. Hildegardy w Legnicy miało miejsce Nadzwyczajne Walne Zebranie Członków, które podjęło decyzję o nowych kierunkach działania, zmianie Statutu i nazwy stowarzyszenia z „Krąg Przyjaciół św. Hildegardy” na: „Centrum św. Hildegardy w Polsce”. 17 dzień każdego miesiąca, wspominając św. Hildegardę, członkowie stowarzyszenia i sympatycy świętej odmawiają w kościele w Legnicy litanię do świętej. 

## Kongresy św. Hildegardy
Kongresy nt. życia, twórczości i nauczania św. Hildegardy współorganizowane przez stowarzyszenie: 
- 17.09.2013 – I Kongres św. Hildegardy w Legnicy pod hasłem: „Uzdrawiająca wdzięczność świata stworzonego”[11];
- 19-21.09.2014 – II Kongres św. Hildegardy w Legnicy pod hasłem: „Zdrowy człowiek twórcą społecznego virditas”[12];
- 25-27.09.2015 – III Kongres św. Hildegardy w Legnicy pod hasłem: „Viriditas - Kultura szczęśliwego życia”[13];
- 6-8.10.2017 – IV Kongres św. Hildegardy w Opactwie Benedyktynów w Tyńcu pod hasłem: „Hildegarda z Bingen – zwycięstwa kobiecej świętości”[14].

## Symbolika i członkostwo
Logo stowarzyszenia to symboliczny wizerunek św. Hildegardy z podpisem „Stowarzyszenie Polskie Centrum św. Hildegardy”. Każdy z członków stowarzyszenia ma prawo nosić odznakę członkowską. Stowarzyszenie ma prawo nadać tytuł członka honorowego oraz odznakę honorową: „Zasłużony dla rozwoju Stowarzyszenia Centrum Świętej Hildegardy w Polsce”. 